# Aberdeenshire

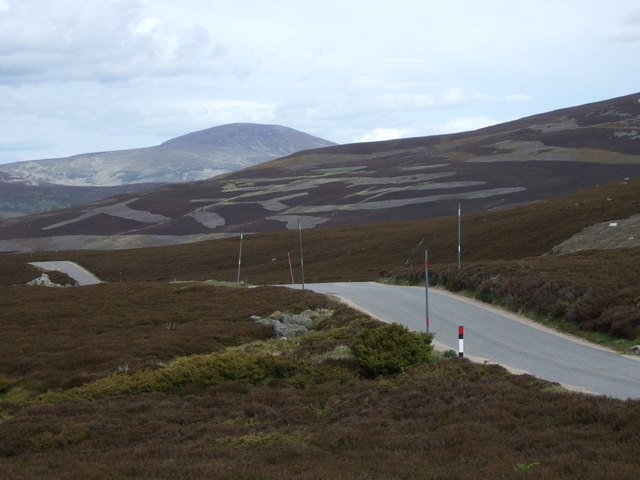
Aberdeenshire

Aberdeenshire (gaelică scoțiană Siorrachd Obar Dheathain) este una dintre cele 32 subdiviziuni de ordin întâi ale Scoției.
1. ↑   https://ons.maps.arcgis.com/home/item.html?id=a79de233ad254a6d9f76298e666abb2b Lipsește sau este vid: |title= (ajutor)